# جون إيكلس
السير.جون إيكلس (John Carew Eccles) كان عالم فيزيولوجيا وطبيب أستراليًا، ولد في 27 يناير 1903 وتوفي في 2 مايو 1997، تحصل على  جائزة نوبل في الطب لعام 1963 لأبحاثه حول التشابكات العصبية، وحيث شارك معه في جائزة نوبل في الطب كلا من السير آلن لويد هودجكين والسير أندرو هكسلي لتجاربهما وأبحاثهما الرياضية المتعلقة بجهد الفعل. كان جون إيكلس مسيحي كاثوليكي مُلتزم دينياً.

## حياته وعمله

### نشأته
ولد إيكلس في مدينة ملبورن في أستراليا. ترعرع هناك مع شقيقتيه ووالديه: ويليام وماري كارو إيكلس (كلاهما مدرسان، قاما بتدريسه في المنزل حتى بلغ 12 عامًا). التحق في البداية بمدرسة وارنامبول الثانوية (التي أصبحت الآن كلية وارنامبول، إذ سُمي جناح علمي فيها على شرفه)، ثم أكمل سنته الدراسية الأخيرة في مدرسة ملبورن الثانوية.
في سن السابعة عشر، حصل على منحة دراسية عليا لدراسة الطب في جامعة ملبورن. لم يتمكن من التوصل إلى تفسير مقنع للتفاعل بين العقل والجسد في مرحلة ما قبل التخرج؛ فبدأ يفكر أن يصبح عالم أعصاب.
تخرج إيكلس عام 1925 بمرتبة شرف من الدرجة الأولى، وحصل على منحة رودس للدراسة تحت إشراف العالم تشارلز سكوت شرينغتون في كلية المجدلية في جامعة أكسفورد التي نال منها درجة الدكتوراه في الفلسفة عام 1929.
عاد إيكلس إلى أستراليا عام 1937، حيث عمل في الأبحاث العسكرية خلال الحرب العالمية الثانية. خلال تلك الفترة كان إيكلس مديرًا لمعهد كانماتسو في كلية الطب في سيدني، وألقى محاضرات بحثية في جامعة سيدني مع برنارد كاتس، الأمر الذي أثر بقوة على بيئتها الفكرية. بعد الحرب أصبح بروفيسورًا في جامعة أوتاغو في نيوزيلندا.
عمل أستاذًا في مدرسة جون كورتين للأبحاث الطبية (جي سي إس إم آر) في الجامعة الوطنية الأسترالية بين عامي 1952 و1962. يقع مقر معهد إيكلس للعلوم العصبية في جناح جديد من مبنى مدرسة جون كورتين للأبحاث الطبية. أُنشئ المعهد بمساعدة إعانة قدرها 63 مليون دولار من حكومة برلمان المملكة المتحدة، واكتمل بناؤه في شهر آذار عام 2012.

### عمله
في أوائل خمسينيات القرن العشرين، أجرى إيكلس وزملاؤه الأبحاث التي قادته للحصول على جائزة نوبل. استخدم إيكلس وزملاؤه منعكس التمطيط نموذجًا لدراسة المشابك العصبية في الجهاز العصبي المحيطي. تسهل دراسة ذلك المنعكس لأنه يتألف من عصبونين فقط: عصبون حسي (ألياف العضلات المغزلية) وعصبون محرك.
يتشابك العصبون الحسي مع العصبون المحرك في الحبل الشوكي. عندما يُمرر تيار في العصبون الحسي في العضلة رباعية الرؤوس، يولد العصبون المحرك المعصب لها كمونًا منبهًا بعد مشبكي (إي بّي إس بّي) صغير السعة.
عندما يمر تيار مماثل عبر العضلة المأبضية –العضلة المقابلة لرباعية الرؤوس– يتولد كمون بعد مشبكي مثبط (آي بّي إس بّي) في العصبون المحرك لرباعية الرؤوس. رغم أن الكمون بعد المشبكي المنبه لم يكن كافيًا لإطلاق كمون فعل في العصبون المحرك، فمحصلة عدة كمونات بعد مشبكية منبهة ناشئة من عدة عصبونات حسية متشابكة مع العصبون المحرك يمكن أن تولد سيالةً عصبية في العصبون المحرك، ثم إحداث تقلص في العضلة رباعية الرؤوس. من ناحية أخرى، يمكن للكمونات بعد المشبكية المثبطة أن تُطرح من محصلة الكمونات المنبهة تلك، مانعةً بذلك تحريض العصبون المحرك.
بعيدًا عن هذه التجارب الإبداعية، كانت أعمال إيكلس مفتاحًا لعدد من التطورات الهامة في العلوم العصبية.

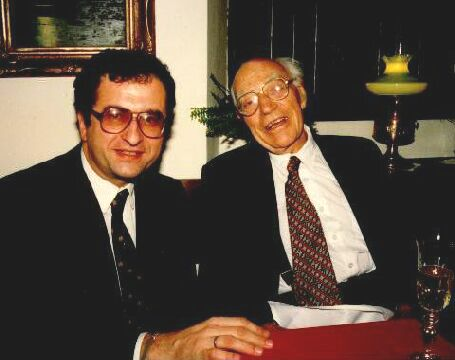
جون كارو إكليس (إلى اليمين) مع الطبيب النفسي التشيكي سيريل هوشل (يسار) في عام 1993

نحو عام 1949، اعتقد إيكلس أن النقل المشبكي ذو طبيعة كهربائية بشكل أساسي وليس كيميائيًا. رغم أنه كان مخطئًا في فرضيته، قادت مناقشاته إلى إجراء بعض التجارب التي أثبتت الطبيعة الكيميائية للنقل المشبكي. تعاون برنارد كاتس مع إيكلس في إجراء بعض التجارب التي شرحت دور الناقل العصبي الذي يؤديه الأستيل كولين في الدماغ.

## روابط خارجية
- جون إيكلس على موقع الموسوعة البريطانية (الإنجليزية)
- جون إيكلس على موقع مونزينجر (الألمانية)
- جون إيكلس على موقع إن إن دي بي (الإنجليزية)